# Hà Tĩnh
Hà Tĩnh wymowaⓘ – miasto i stolica prowincji Hà Tĩnh, w regionie Północne Wybrzeże Centralne w Wietnamie. W 2008 roku ludność Hà Tĩnh wynosiła 25 587 mieszkańców.